# Алон, Александр
Александр Алон (наст. имя Александр Дубовой; 7 октября 1953, Москва — 8 февраля 1985, Нью-Йорк) — израильский поэт и автор-исполнитель. Писал на русском языке.

## Биография
В 1971 году уехал без родителей в Израиль. Окончив мореходное училище, Александр стал судовым механиком, получив офицерское звание. В качестве офицера-танкиста принимал участие в Ливанской войне 1982 года.
Концерты Алона в Израиле, Европе и США пользовались большой популярностью среди русскоязычных эмигрантов. Автор сборников поэзии и книги путевых очерков.
Книга путевых очерков «Голос» вышла в Иерусалиме в 1990 в издательстве «Тарбут» с предисловием Игоря Губермана.
Посмертное собрание стихотворений Александра Алона издано в Москве в 2005 в издательстве Водолей Publishers под названием «Возвращая долги»; составитель книги — Евгений Витковский; четыре послесловия к ней написали соответственно Игорь Губерман, Белла Езерская, Гари Лайт, Евгений Витковский. Около половины поэтического наследия Александра Алона сохранилось в авторском исполнении и пользуется широкой популярностью в Израиле, США, России, на Украине; в Киеве издан диск избранных песен Александра Алона; звукорежиссёр-реставратор — Сергей Филиппов (Москва).
Погиб в результате бандитского нападения в Нью-Йорке во время кратковременных гастролей.